# Юдифь Фландрская (герцогиня Баварии)
Юдифь (Юдит; фр. Judith; 1030/1035 — 5 марта 1095) — графиня Нортумбрии в замужестве за Тостигом Годвинсоном в 1055—1065 годах и герцогиня Баварии в замужестве с Вельфом IV с ок. 1071 года. Единственный ребёнок графа Фландрии Бодуэна IV и Элеоноры Нормандской.
Владела большим количеством иллюминированных рукописей, которые были пожертвованы аббатству Вайнгартен (две рукописи в настоящее время хранятся в библиотеке и музее Моргана).

## Жизнь
Юдифь родилась между 1030 и 1035 годами в Брюгге и была единственным ребёнком Бодуэна IV, графа Фландрии и его второй жены Элеоноры из Нормандии.
Первым мужем Юдифи был Тостиг Годвинсон, брат короля Англии Гарольда II Годвинсон. Дата бракосочетания неизвестна, но оно состоялось до сентября 1051 года, когда Юдифь вместе с мужем и родственниками была вынуждена бежать из Англии в Брюгге после того как Тостиг присоединился к вооруженному восстанию своего отца против короля Эдуарда Исповедника. В следующем году они вернулись домой. В 1055 году Тостиг, в том числе и благодаря браку с Юдифью, стал эрлом Нортумбрии, а Юдифь, соответственно, стала графиней Нортумбрии. У них были дети, однако их количество и имена неизвестны.
В октябре 1065 года Нортумбрия восстала против правления Тостига. После того, как его брат Гарольд убедил короля Эдуарда принять требования, предъявляемые повстанцами, между двумя братьями возникла ссора и Тостиг обвинил Гарольда в разжигании мятежа. В ноябре Тостиг был объявлен вне закона королем Эдуардом, а Юдифь вместе с Тостигом и детьми была вынуждена искать убежище у своего сводного брата во Фландрии. Граф Бодуэн V назначил Тостига кастеляном Сен-Омера. В мае 1066 года после восшествия Гарольда на английский престол в январе того же года он двинулся в Англию с флотом, предоставленным Бодуэном, чтобы отомстить брату. Он заключил союз с норвежским королём Харальдом III, но они оба погибли 25 сентября 1066 года в битве при Стамфорд-Бридже в битве с силами короля Гарольда. После гибели мужа Юдифь переехала в Данию. Предполагается, что она привезла с собой своих малолетних детей, однако о их судьбе ничего неизвестно. Менее чем через месяц после смерти Тостига деверь Юдифи был убит нормандской армией во главе с её двоюродным братом Вильгельмом Завоевателем в битве при Гастингсе.

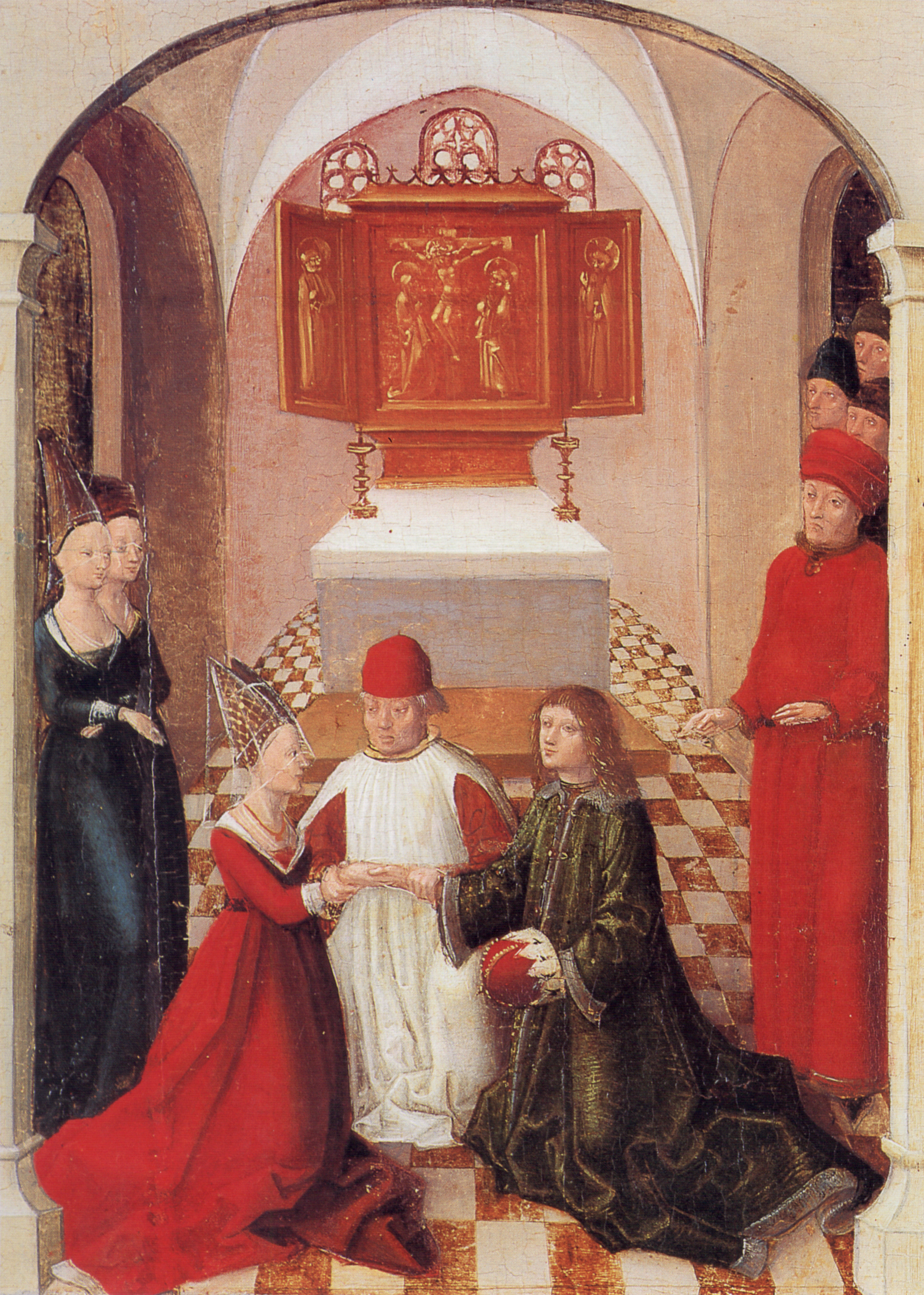
Бракосочетание Вельфа I и Юдифи Фландрской

В 1071 году в возрасте 38 лет она во второй раз вышла замуж за Вельфа I, герцога Баварского, который развёлся со своей второй женой Этелиндой Нордхеймской в 1070 году. После замужества она стала герцогиней Баварской; однако в 1077 году её муж был лишён своего титула и не восстановил его до 1096 года, через год после её смерти.
12 марта 1094 года Юдифь и её муж перечислили пожертвования в семейный монастырь в аббатстве Вайнгартен, где она была похоронена после своей смерти 5 марта 1095 года и где её поминали как вдовствующую королеву Англии. Аббатство, построенное герцогом Вельфом в Мартинсберге, Вайнгартен, получило покровительство Юдифи. Она также завещала свою великолепную библиотеку и реликвию — кровь Христа — аббатству. Её муж умер в 1101 году на Кипре, возвращаясь домой из Первого крестового похода.

## Характер
Юдифь описывалась как «благочестивая и любознательная женщина»; её благочестие было выражено в многочисленных подарках и пожертвованиях, которые она делала церкви Святого Кутберта в Дареме, которые включали земельные владения и богато украшенные распятия. Последнее, как утверждается, было подарком, чтобы умилостивить святого после того, как она нарушила его завет, который запрещал женщинам входить в собор, в котором находились его мощи. Юдифь возмутилась, что женщинам не разрешалось ступать в церковь и желая поклониться его могиле, решила испытать запрет Кутберта, приказав своей служанке войти внутрь и посмотреть, что будет (после благополучного возвращения служанки Юдифь планировала войти в собор сама). Когда служанка собиралась войти в усыпальницу, её сбил с ног как бы внезапный сильный порыв ветра, так что она едва вернулась обратно и без сил упала на кровать, после же некоторого времени, испытывая сильные мучения, испустила дух. Юдифь, устрашившись произошедшего и будучи потрясена до глубины души, вместе с Тостигом заказала специально для гробницы святого Кутберта изукрашенное распятие с изображениями Божией Матери и святого апостола Иоанна Богослова.
На протяжении всей своей жизни она собирала и заказывала множество книг и иллюминированных рукописей, некоторые (включая «Евангелие графини Юдифи») из которых сохранились и в настоящее время находятся в библиотеке и музее Моргана в Нью-Йорке. Они были написаны и иллюминированы английскими книжниками и художниками и содержат записи о щедрости Юдифи по отношению к церкви.

## Семья
1-й муж: в 1051 — 25 сентября 1066 годах — эрл Нортумбрии Тостиг Годвинсон. Были дети, однако их имена не сохранились.
2-й муж: с приблизительно 1071 года — герцог Баварии Вельф I (около 1030/1040 — 9 ноября 1101). Дети:
- Вельф V (около 1073 — 24 сентября 1124), герцог Баварии (Вельф II) с 1101 года
- Генрих IX Чёрный (ок. 1074 — 13 декабря 1126), герцог Баварии с 1124 года
- Кунигунда (Куницца) (ум. 6 марта 1120); муж: граф Диссена Фридрих III Рохо (умер 2 ноября 1096).